# Kazimierz Sikorski

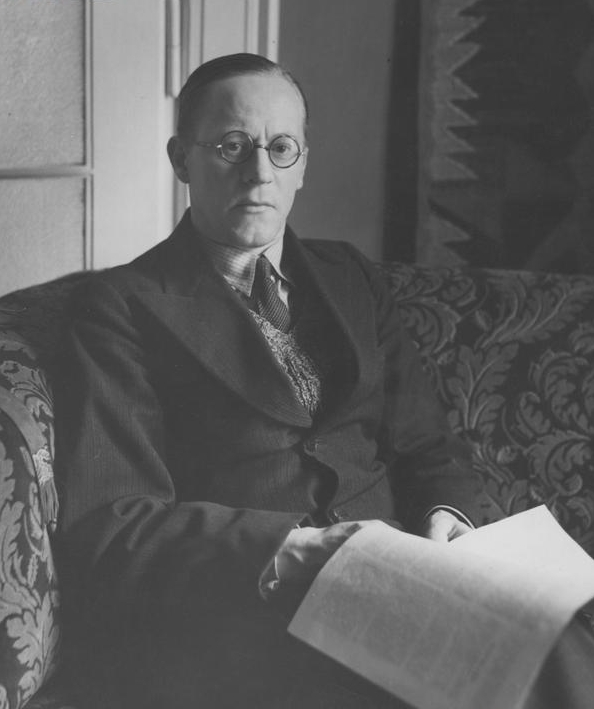
Kazimierz Sikorski

Kazimierz Sikorski (Zürich, Zwitserland, 28 juni 1895 - Warschau, Polen, 23 juli 1986) was een Poolse componist. Hij studeerde aanvankelijk aan het conservatorium van Warschau en later in Parijs. In 1926 werd hij professor aan het conservatorium van Poznań en in 1927 aan het conservatorium van Warschau. In 1936 was hij een van de oprichters van de Vereniging voor de Publicatie van Poolse Muziek.
Zijn composities zijn onder andere Psalm vii voor koor en orkest, zes symfonieën en een symfonisch gedicht voor orkest, drie strijkkwartetten, sextet voor strijkers, liederen etc. Zijn zoon Thomas Kazimierz is ook componist.